# العلاقات المصرية الألمانية
العلاقات المصرية الألمانية، هي العلاقات الخارجية الثانية بين كل من جمهورية مصر العربية وجمهورية ألمانيا الاتحادية. تعود العلاقات الدبلوماسية بين البلدين إلى ديسمبر عام 1957.

## تاريخ
قطعت مصر علاقاتها الدبلوماسية مع ألمانيا النازية في 4 سبتمبر 1939، بعد يوم واحد من إعلان بريطانيا الحرب على ألمانيا. اعتُقل الرعايا الألمان في مصر ووُضعت ممتلكاتهم وأعمالهم التجارية تحت وصاية "وصي عام على أصول العدو". في أبريل 1941، أرسل الملك فاروق مذكرة سرية إلى الزعيم الألماني، أدولف هتلر، "يتطلع فيها إلى رؤية القوات الألمانية منتصرة في مصر في أقرب وقت ممكن، ومحررة من نير الإنجليز الوحشي الذي لا يُطاق". في رده، أعرب هتلر عن رغبته في "استقلال مصر". في 26 فبراير 1945، مع اقتراب نهاية الحرب العالمية الثانية، أعلنت مصر رسميًا الحرب على ألمانيا.
وفي ديسمبر 1953 بدأت العلاقات الدبلوماسية بين مصر وألمانيا أول مشاريع التعاون الفني بما في ذلك مشاريع التأهيل المهني ووضع دراسات خام الحديد والتنقيب عن المعادن الأخرى.

## البعثات الدبلوماسية
لمصر سفارة في برلين، بالإضافة إلى قنصليتين في فرانكفورت وهامبورغ. أما ألمانيا، فلها سفارة في القاهرة وقنصلية في الإسكندرية. 

## العلاقات الاقتصادية
احتلت مصر المرتبة الثالثة بين الدول العربية في التعامل التجاري مع ألمانيا. وبلغ إجمالي الصادرات الألمانية إلى مصر 2.1 مليار يورو عام 2007، بينما بلغ إجمالي الصادرات إلى ألمانيا 804 ملايين يورو. وتتركز الاستثمارات الألمانية في مصر في مجالات الصناعات الصغيرة والمتوسطة، وتكنولوجيا المعلومات، وتجميع السيارات، والطاقة، واستصلاح الأراضي. وفي يوليو 2005، وقّعت مصر وألمانيا اتفاقية لتشجيع وحماية الاستثمارات.

## السياحة
تُعدّ مصر من أهمّ الوجهات السياحية للألمان. ففي عام2007، تجاوز عدد الزائرين الألمان لمصر المليون (1,086,000)، ما جعل الألمان ثاني أكبر مجموعة سياحية بعد الروس.  وتُشير الحكومة المصرية إلى استمرار نموّ عدد السياح الألمان، وتُقدّر إمكانية الوصول إلى مستويات عالية من تدفق السياح الألمان لتصل إلى ١٫٢ مليون سائح. 
تُعد شركة لوفتهانزا الألمانية للطيران من أقدم شركات الطيران الأجنبية التي تُسيّر رحلات جوية من أوروبا إلى مصر. وقد صرّحت الشركة بأن "هذه الرحلات تخدم رجال الأعمال والسياح، مما يجعل لوفتهانزا أداةً رئيسيةً لتعزيز العلاقات الاقتصادية الثنائية بين مصر وألمانيا". إضافةً إلى ذلك، أبرمت الشركة اتفاقيات مشاركة بالرمز مع مصر للطيران، مما يُعزز السفر بين البلدين.

## ثقافي

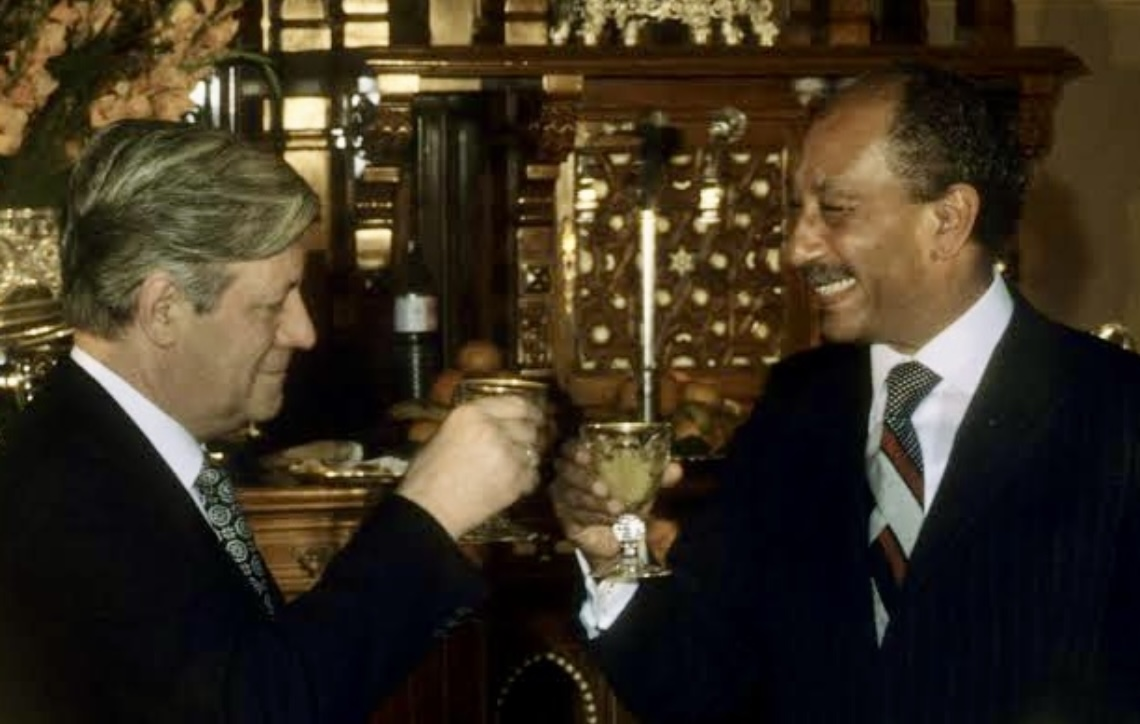
الرئيس المصري أنور السادات والمستشار الألماني هيلموت شميت، 1977

في عام 1873، تم إنشاء المدرسة الإنجيلية الألمانية (Deutsche Evangelische Oberschule) في القاهرة.
تعتبر الاتفاقية الثقافية المصرية الألمانية، التي تم توقيعها عام 1959، الإطار الرئيسي الذي ينظم العلاقات الثقافية المصرية الألمانية.  كما وقعت مصر وألمانيا اتفاقيتين في عامي 1979 و1981 بشأن التعاون العلمي والثقافي بين البلدين.
يتميز التعاون الثقافي المصري الألماني بالآتي:
- معهد جوته، الذي يلعب دورًا رائدًا في تعزيز الأنشطة الثقافية الألمانية في مصر.
- الهيئة الألمانية للتبادل الأكاديمي (DAAD)، التي تقدم العديد من المنح الدراسية للأساتذة المصريين للدراسة في ألمانيا.
- مشروع مبارك-كول للتعليم التقني والمهني.
- الجامعة الألمانية بالقاهرة والتي تم افتتاحها في 5 أكتوبر 2003م.
- الجامعة الألمانية الدولية